# Jagdschloss Seidingstadt

Das ehemalige Schloss um 1905 (Postkarte)

Das Schloss Seidingstadt war ein Jagdschloss der Herzöge von Sachsen-Hildburghausen in Seidingstadt, das heute zur Gemeinde Straufhain gehört. Als Sommerresidenz der herzoglichen Familie wurde es auch als „Schloss Landséjour (Landaufenthalt)“ bezeichnet.

## Anlage
Das Schloss war ein zweistöckiger Mittelbau mit zwei Seitenflügeln, Pavillon, Park, Chaisenhalle, Hofgärtnerhäuschen und Schlosswache. Es bestand aus 40 Räumen, das Jagdzimmer in der Mitte war mit Gemälden von Jagdszenen und einem großen Kamin aus dem Jahr 1694 ausgestattet. Den Eingang zum Mittelbau zierten zwei Geweihe als Trophäen der durch Herzogin Christiane Sophie von Sachsen-Hildburghausen bei einer Jagd 1757 selbst erlegten Hirsche.

## Geschichte
An der Stelle, an der schon Herzog Johann Casimir von Sachsen-Coburg ein Schlösschen errichtete, ließ Herzog Ernst von Sachsen-Hildburghausen ab ca. 1690 ein Jagdschloss mit Park und Vorwerk bauen. Wegen der Nutzung des Schlosses als Sommerresidenz der Herzöge wurde Seidingstadt 1717 mit einer eigenen Pfarrei ausgestattet. Im Schloss starben Herzogin Christiane Sophie 1757 und Herzog Ernst Friedrich III. Carl 1780. 1792 wurde hier Prinzessin Therese, spätere Königin von Bayern, geboren. Diese erbte zusammen mit ihrem Bruder Eduard auch das Schloss.
Nach mehreren wechselnden Besitzern verfiel das Schloss bis 1914 zusehends. Nach dem Erwerb durch eine Zahnarztfamilie wurde das Schloss saniert und bis zum Zweiten Weltkrieg als Sommerwohnsitz genutzt. Es folgten verschiedene Nutzungen als Altersheim, als Unterkunft sowjetischer Truppen und für kommunale Zwecke. Nach einem Sturmschaden 1958 und einem Brand Ende der 1970er Jahre wurde es ganz abgerissen. Im Schlosspark finden noch regelmäßig Konzerte statt.
Seidingstadt war das wichtigste Jagdschloss der Hildburghäuser Herzöge. Die Architektur scheint nach den erhaltenen Plänen und Fotografien für ein Schloss dieser Art aufwändig gewesen zu sein. Das Gebäude gibt es nicht mehr, doch haben sich die Jagdgemälde erhalten und sind zu bewundern im Otto-Ludwig-Museum in Eisfeld.